# Severino Rosso
Severino Rosso (Vercelli, 13 dicembre 1898 – Vercelli, 12 dicembre 1976) è stato un calciatore e allenatore di calcio italiano, di ruolo centrocampista.

## Carriera

### Club
Interno sinistro,dopo avere iniziato giovanissimo nella Vercellese è passato al Novara prima di approdare in varie squadre.
Nel 1927-1928 ebbe anche un'esperienza come giocatore-allenatore del Foggia in Prima Divisione; guidò i rossoneri anche nel corso del successivo Campionato Meridionale 1928-1929.
In seguito militò nel Bari con cui disputò 5 gare e segnò 2 reti nel campionato di Serie B 1930-1931, ed ancora nel Galliate e nel Saronno.

### Nazionale
Rosso esordì in Nazionale il 6 aprile 1924 nella gara persa per 7-1 contro l'Ungheria. In seguito fu tra i convocati della Nazionale che prese parte ai Giochi della VIII Olimpiade ma non ebbe mai occasione di scendere in campo nella competizione.

## Statistiche

### Cronologia presenze e reti in Nazionale
| Cronologia completa delle presenze e delle reti in nazionale ― Italia | Cronologia completa delle presenze e delle reti in nazionale ― Italia | Cronologia completa delle presenze e delle reti in nazionale ― Italia | Cronologia completa delle presenze e delle reti in nazionale ― Italia | Cronologia completa delle presenze e delle reti in nazionale ― Italia | Cronologia completa delle presenze e delle reti in nazionale ― Italia | Cronologia completa delle presenze e delle reti in nazionale ― Italia | Cronologia completa delle presenze e delle reti in nazionale ― Italia |
| Data                                                                  | Città                                                                 | In casa                                                               | Risultato                                                             | Ospiti                                                                | Competizione                                                          | Reti                                                                  | Note                                                                  |
| --------------------------------------------------------------------- | --------------------------------------------------------------------- | --------------------------------------------------------------------- | --------------------------------------------------------------------- | --------------------------------------------------------------------- | --------------------------------------------------------------------- | --------------------------------------------------------------------- | --------------------------------------------------------------------- |
| 06/04/1924                                                            | Budapest                                                              | Ungheria                                                              | 7 – 1                                                                 | Italia                                                                | Amichevole                                                            | -                                                                     |                                                                       |
| Totale                                                                |                                                                       | Presenze                                                              | 1                                                                     |                                                                       | Reti                                                                  | 0                                                                     |                                                                       |